# Juventus Football Club 2022-2023 (femminile)
Questa voce raccoglie le informazioni riguardanti la squadra femminile della Juventus Football Club nelle competizioni ufficiali della stagione 2022-2023.

## Stagione

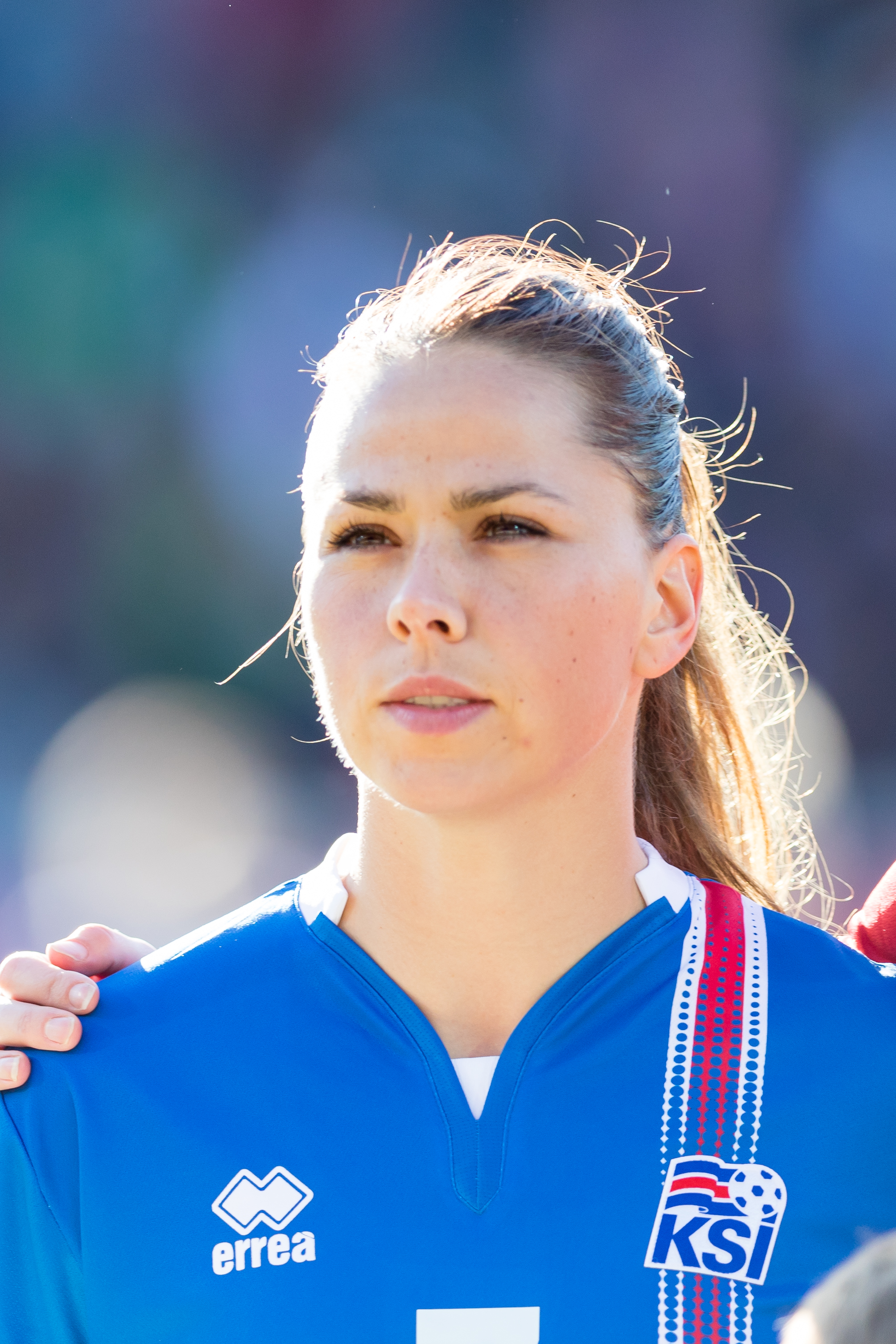
L'islandese Sara Björk Gunnarsdóttir, neoacquisto della stagione.

La Juventus ha fatto il suo debutto stagionale nelle qualificazioni di Women's Champions League: superando in sequenza le lussemburghesi del RFCU Lussemburgo, le israeliane del Kiryat Gat e infine, in un doppio confronto, le danesi del HB Køge, le torinesi hanno conquistato per la seconda stagione di fila l'accesso alla fase a gironi della competizione. Sorteggiata nel gruppo C assieme alle inglesi dell'Arsenal, alle francesi dell'Olympique Lione e alle svizzere dello Zurigo, la Juventus ha ottenuto 2 vittorie, 3 pareggi e una sconfitta, concludendo al terzo posto e venendo, perciò, eliminata dalla competizione.
Nel campionato di Serie A – foriero di novità sia perché il primo della storia a carattere professionistico, sia perché introduce le poule scudetto e salvezza al termine della stagione regolare – le bianconere vanno incontro a un'alternanza di risultati nel girone di andata della regular season, concluso al secondo posto alle spalle della Roma; posizione consolidata nel girone di ritorno. La seconda posizione è stata mantenuta per tutta la successiva poule scudetto, dove la sconfitta nello sconto diretto con la capolista Roma ha di fatto permesso alle romane di vincere il loro primo scudetto, contringendo le bianconere ad abdicare dopo un lustro. Il torneo è stato concluso al secondo posto con 54 punti conquistati, frutto di 16 vittorie, 6 pareggi e 4 sconfitte, con tredici punti di svantaggio dalle giallorosse.
In Coppa Italia la squadra ha conquistato il trofeo per la terza volta nella sua storia, la seconda consecutiva. Dopo aver vinto il girone B del turno preliminare davanti a Brescia e Cittadella, la Juventus ha superato prima il ChievoVerona FM ai quarti di finale e poi l'Inter in semifinale. La finale l'ha vista prevalere per 1-0 sulla Roma, grazie a una rete di Barbara Bonansea nei minuti di recupero del secondo tempo. All'inizio di novembre 2022 era arrivata la sconfitta nella Supercoppa italiana, nell'ennesimo confronto stagionale contro la Roma, stavolta ai tiri di rigore dopo che i tempi regolamentari e supplementari si erano conclusi in parità.

## Divise e sponsor
Il fornitore tecnico per la stagione 2022-2023  è adidas, mentre gli sponsor ufficiali sono il main sponsor Jeep e il back sponsor Allianz.
La prima divisa, a predominanza bianca, riprende la tradizionale palatura strisciata della squadra, tuttavia nell'occasione reinventata attraverso una grafica basata sulla ripetizione del triangolo, forma geometrica che si rifà a sua volta alle strutture architettoniche dell'Allianz Stadium. La seconda divisa propone un completo a tinta unita nera con bordini bianchi, contraddistinto da una grafica «starburst» color carbone. La terza divisa attinge a due tinte storicamente parte dell'iconografia juventina, il rosa delle origini e il blu delle insegne comunali torinesi, mescolate in un motivo dall'«effetto caleidoscopico».
| Casa | Trasferta | Terza divisa |

Per i portieri sono disponibili tre divise in varianti verde, arancione e azzurro.

## Organigramma societario
Area sportiva
- Head of Women: Stefano Braghin
- Team Manager: Elisa Miniati, poi Raffaella Masciadri[15]

Area tecnica
- Allenatore: Joe Montemurro
- Allenatore in seconda: Matteo Scarpa
- Preparatore atletico: Emanuele Chiappero
- Preparatore dei portieri: Giuseppe Mammoliti
- Individual Development Coach: Stefano Alfero[16]
- Match Analyst: Paolo Pettinato

Area sanitaria
- Responsabile sanitario: Chiara Vignati
- Medico: Paolo Gola
- Medico: Paolo Gentili
- Fisioterapista: Stefano Alice
- Fisioterapista: Carmen Maria Marquez Sanchez
- Riabilitatrice: Pilar Hueso Martos
- Nutrizionista: Micol Purrotti
- Nutrizionista: Marco Zese
- Centro medico: J-Medical

## Rosa
Rosa aggiornata al 28 febbraio 2023.
| N. |                        | Ruolo | Calciatrice             |
| -- | ---------------------- | ----- | ----------------------- |
| 1  | Italia (bandiera)      | P     | Roberta Aprile          |
| 2  | Danimarca (bandiera)   | C     | Sofie Junge Pedersen    |
| 3  | Italia (bandiera)      | D     | Sara Gama (capitano)    |
| 5  | Svezia (bandiera)      | D     | Amanda Nildén           |
| 6  | Svezia (bandiera)      | A     | Paulina Nyström         |
| 7  | Italia (bandiera)      | C     | Valentina Cernoia       |
| 8  | Italia (bandiera)      | C     | Martina Rosucci         |
| 9  | Italia (bandiera)      | A     | Sofia Cantore           |
| 10 | Italia (bandiera)      | A     | Cristiana Girelli       |
| 11 | Italia (bandiera)      | A     | Barbara Bonansea        |
| 12 | Danimarca (bandiera)   | D     | Matilde Lundorf Skovsen |
| 13 | Italia (bandiera)      | D     | Lisa Boattin            |
| 15 | Canada (bandiera)      | C     | Julia Grosso            |
| 16 | Francia (bandiera)     | P     | Pauline Peyraud-Magnin  |
| 18 | Paesi Bassi (bandiera) | A     | Lineth Beerensteyn      |
| 19 | Francia (bandiera)     | C     | Annahita Zamanian       |

| N. |                     | Ruolo | Calciatrice                    |
| -- | ------------------- | ----- | ------------------------------ |
| 20 | Francia (bandiera)  | D     | Bénédicte Simon                |
| 21 | Italia (bandiera)   | C     | Arianna Caruso                 |
| 22 | Italia (bandiera)   | A     | Agnese Bonfantini              |
| 23 | Italia (bandiera)   | D     | Cecilia Salvai (vice capitano) |
| 24 | Italia (bandiera)   | A     | Nicole Arcangeli               |
| 26 | Italia (bandiera)   | D     | Sofia Bertucci                 |
| 27 | Italia (bandiera)   | C     | Eva Schatzer                   |
| 28 | Italia (bandiera)   | C     | Jasmine Mounecif               |
| 29 | Italia (bandiera)   | A     | Elisa Pfattner                 |
| 30 | Italia (bandiera)   | A     | Ginevra Moretti                |
| 32 | Svezia (bandiera)   | D     | Linda Sembrant                 |
| 33 | Svezia (bandiera)   | D     | Evelina Duljan                 |
| 38 | Italia (bandiera)   | P     | Camilla Forcinella             |
| 50 | Paraguay (bandiera) | P     | Soledad Belotto                |
| 71 | Italia (bandiera)   | D     | Martina Lenzini                |
| 77 | Islanda (bandiera)  | C     | Sara Björk Gunnarsdóttir       |

## Calciomercato

### Sessione estiva(dal 1/07 al 2/09)
| Acquisti         | Acquisti                 | Acquisti          | Acquisti      |
| R.               | Nome                     | da                | Modalità      |
| ---------------- | ------------------------ | ----------------- | ------------- |
| D                | Evelina Duljan           | Kristianstads DFF | definitivo    |
| C                | Sara Björk Gunnarsdóttir | Olympique Lione   | definitivo    |
| A                | Lineth Beerensteyn       | Bayern Monaco     | definitivo    |
| A                | Sofia Cantore            | Sassuolo          | fine prestito |
| Altre operazioni |                          |                   |               |
| R.               | Nome                     | da                | Modalità      |
| C                | Sara Ventura             | Olympique Lione   | definitivo    |

| Cessioni         | Cessioni           | Cessioni         | Cessioni       |
| R.               | Nome               | a                | Modalità       |
| ---------------- | ------------------ | ---------------- | -------------- |
| P                | Valentina Soggiu   | Sampdoria        | prestito       |
| D                | Sara Caiazzo       | Parma            | prestito       |
| D                | Michela Giordano   | Sampdoria        | prestito       |
| D                | Tuija Hyyrynen     |                  | fine contratto |
| D                | Vanessa Panzeri    | Sampdoria        | definitivo     |
| C                | Melissa Bellucci   | Sassuolo         | prestito       |
| C                | Alice Giai         | Verona           | prestito       |
| A                | Chiara Beccari     | Como             | prestito       |
| A                | Alice Ilaria Berti | Servette Chênois | prestito       |
| A                | Asia Bragonzi      | Sassuolo         | prestito       |
| A                | Lina Hurtig        | Arsenal          | definitivo     |
| A                | Dalila Ippólito    | Parma            | definitivo     |
| A                | Andrea Stašková    | Atlético Madrid  | definitivo     |
| Altre operazioni |                    |                  |                |
| R.               | Nome               | a                | Modalità       |
| P                | Beatrice Beretta   | Como             | prestito       |
| P                | Martina Nucera     | Cittadella       | prestito       |
| P                | Asia Sargenti      | ChievoVerona FM  | definitivo     |
| P                | Adelaide Serafino  | Cesena           | definitivo     |
| D                | Margherita Brscic  | Genoa            | prestito       |
| D                | Giulia Mancuso     | Cesena           |                |
| D                | Carlotta Masu      | Cittadella       |                |
| D                | Nicole Sciberras   | Hibernians       |                |
| D                | Martina Toniolo    | Lazio            | prestito       |
| C                | Giada Candeloro    | Ravenna          |                |
| C                | Valentina Puglisi  | ChievoVerona FM  | definitivo     |
| C                | Ludovica Silvioni  | Parma            |                |
| C                | Sara Ventura       | ChievoVerona FM  | prestito       |
| A                | Federica Anghileri | Verona           | definitivo     |
| A                | Gaia Distefano     | Cesena           | definitivo     |
| A                | Alice Ferrari      | Verona           | prestito       |
| A                | Lorenza Scarpelli  | Ravenna          |                |

### Sessione invernale
| Acquisti         | Acquisti          | Acquisti            | Acquisti                        |
| R.               | Nome              | da                  | Modalità                        |
| ---------------- | ----------------- | ------------------- | ------------------------------- |
| P                | Soledad Belotto   | Libertad/Limpeño    | prestito con diritto di opzione |
| D                | Sara Caiazzo      | Parma               | fine prestito                   |
| D                | Bénédicte Simon   | Paris Saint-Germain | definitivo                      |
| A                | Asia Bragonzi     | Sassuolo            | fine prestito                   |
| A                | Paulina Nyström   | Eskilstuna United   | definitivo                      |
| Altre operazioni |                   |                     |                                 |
| R.               | Nome              | da                  | Modalità                        |
| D                | Margherita Brscic | Genoa               | fine prestito                   |
| C                | Sara Ventura      | ChievoVerona FM     | fine prestito                   |

| Cessioni         | Cessioni                | Cessioni   | Cessioni   |
| R.               | Nome                    | a          | Modalità   |
| ---------------- | ----------------------- | ---------- | ---------- |
| P                | Valentina Soggiu        | Sampdoria  | definitivo |
| D                | Sara Caiazzo            | Pomigliano | prestito   |
| D                | Matilde Lundorf Skovsen | HB Køge    | definitivo |
| C                | Annahita Zamanian       | Fiorentina | prestito   |
| A                | Nicole Arcangeli        | Parma      | prestito   |
| A                | Agnese Bonfantini       | Sampdoria  | prestito   |
| A                | Asia Bragonzi           | Pomigliano | prestito   |
| Altre operazioni |                         |            |            |
| R.               | Nome                    | a          | Modalità   |
| D                | Margherita Brscic       | Parma      | prestito   |
| C                | Sara Ventura            | Ravenna    | prestito   |

## Risultati

### Serie A

#### Prima fase

##### Girone di andata
| Arbitro: | Ubaldi (Roma 1) |

|  |           |                                                              |
|  | Marcatori | 7’ (rig.), 34’, 40’ Girelli 47’ Boattin 51’, 86’ Beerensteyn |

| Arbitro: | Galipò (Firenze) |

|                                         |           |                                   |
| Cantore 13’ Beerensteyn 35’ Girelli 90’ | Marcatori | 46’, 61’ Chawinga 90+3’ Karchouni |

| Arbitro: | Tremolada (Monza) |

|             |           |  |
| Cernoia 53’ | Marcatori |  |

| Arbitro: | Nicolini (Brescia) |

|               |           |             |
| Philtjens 63’ | Marcatori | 20’ Girelli |

| Arbitro: | Monaldi (Macerata) |

|                                       |           |  |
| Cantore 57’ Caruso 81’ Zamanian 90+4’ | Marcatori |  |

| Arbitro: | Fiero (Pistoia) |

|  |           |                                          |
|  | Marcatori | 40’, 77’ Nildén 44’ Bonansea 81’ Cantore |

| Arbitro: | Scatena (Avezzano) |

|                                           |           |                                   |
| Asllani 24’, 25’ Piemonte 32’ Mesjasz 62’ | Marcatori | 31’ Bonfantini 70’, 90+5’ Girelli |

| Arbitro: | Caldera (Como) |

|                              |           |  |
| Beerensteyn 14’ Bonansea 66’ | Marcatori |  |

| Arbitro: | Calzavara (Varese) |

|                |           |                                   |
| Martinovic 19’ | Marcatori | 90+2’ Boattin 90+6’ Gunnarsdóttir |

##### Girone di ritorno
| Arbitro: | Kumara (Verona) |

|            |           |             |
| Grosso 21’ | Marcatori | 68’ Beccari |

| Arbitro: | Di Graci (Como) |

|  |           |                         |
|  | Marcatori | 51’ Bonansea 52’ Caruso |

| Arbitro: | Maggio (Lodi) |

|                        |           |                                             |
| Serturini 2’ Alves 49’ | Marcatori | 14’, 67’ Beerensteyn 38’ Girelli 79’ Grosso |

| Arbitro: | Lovison (Padova) |

|            |           |                |
| Salvai 52’ | Marcatori | 90+1’ Sciabica |

| Arbitro: | Di Cicco (Lanciano) |

|              |           |                             |
| Ferrario 26’ | Marcatori | 29’ Cantore 59’ Beerensteyn |

| Arbitro: | Gianquinto (Parma) |

|                                             |           |  |
| Girelli 2’, 55’, 64’ Cantore 18’ Caruso 62’ | Marcatori |  |

| Arbitro: | Collu (Cagliari) |

|                |           |                                  |
| Sembrant 90+4’ | Marcatori | 45+2’ (rig.) Piemonte 75’ Thomas |

| Arbitro: | Ancora (Roma 1) |

|  |           |                                        |
|  | Marcatori | 20’ Salvai 58’ Beerensteyn 83’ Girelli |

| Arbitro: | Pacella (Roma 2) |

|                          |           |               |
| Bonansea 17’ Girelli 22’ | Marcatori | 80’ Cambiaghi |

#### Poule scudetto

##### Girone di andata
| Arbitro: | Monaldi (Macerata) |

|                                     |           |  |
| Beerensteyn 55’ Caruso 90+5’ (rig.) | Marcatori |  |

| Arbitro: | Piedipalumbo (Torre Annunziata) |

|              |           |                                             |
| Chawinga 87’ | Marcatori | 15’ Sembrant 69’ Gunnarsdóttir 90’ Bonansea |

| 1º-2 aprile 2023 3ª giornata |  | – Turno di riposo |  |  |

| Arbitro: | Centi (Terni) |

|                                                       |           |                                      |
| Girelli 45+3’ Beerensteyn 58’ Bonansea 63’ Grosso 82’ | Marcatori | 18’ Catena 34’ Zamanian 41’ Breitner |

| Arbitro: | Galipo' (Firenze) |

|                                    |           |                                |
| Andressa 16’ Giacinti 60’ Haug 86’ | Marcatori | 14’ Bonansea 25’ (rig.) Caruso |

##### Girone di ritorno
| Arbitro: | Lovison (Padova) |

|                                       |           |                             |
| Piemonte 51’ Vigilucci 53’ Dompig 66’ | Marcatori | 1’, 64’ Nyström 44’ Lenzini |

| Arbitro: | Emmanuele (Pisa) |

|                               |           |                          |
| Junge Pedersen 2’ Cantore 15’ | Marcatori | 75’ Polli 90+2’ Chawinga |

| 13-14 maggio 2023 8ª giornata |  | – Turno di riposo |  |  |

| Arbitro: | Burlando (Genova) |

|                                                      |           |                                |
| Jóhannsdóttir 36’, 57’ Catena 47’ Boquete 84’ (rig.) | Marcatori | 42’ Bonansea 45+3’ Beerensteyn |

| Arbitro: | Andreano (Prato) |

|                                                                    |           |                     |
| Nyström 16’ Girelli 22’ Cernoia 40’ Cantore 54’ Junge Pedersen 79’ | Marcatori | 70’ Minami 75’ Haug |

### Coppa Italia

#### Gironi eliminatori
| Arbitro: | Caldera (Como) |

|              |           |                                                |
| Kongoulī 44’ | Marcatori | 31’ Zamanian 42’ Bonfantini 83’ (rig.) Girelli |

| Arbitro: | Poli (Verona) |

|              |           |                                                   |
| L. Merli 57’ | Marcatori | 13’ Pfattner 72’ Sembrant 85’ Girelli 90’ Boattin |

#### Fase a eliminazione diretta
| Arbitro: | Gasperotti (Rovereto) |

|  |           |                                    |
|  | Marcatori | 6’, 11’ Girelli 40’ (rig.) Cernoia |

| Arbitro: | Bozzetto (Bergamo) |

|                                                     |           |  |
| Bonansea 56’ Caruso 65’ (rig.) Girelli 90+3’ (rig.) | Marcatori |  |

| Arbitro: | Crezzini (Siena) |

|           |           |            |
| Merlo 65’ | Marcatori | 29’ Grosso |

| Arbitro: | Carrione (Castellammare di Stabia) |

|                                   |           |              |
| Gunnarsdóttir 2’ Beerensteyn 100’ | Marcatori | 83’ Chawinga |

| Arbitro: | Delrio (Reggio Emilia) |

|                |           |  |
| Bonansea 90+3’ | Marcatori |  |

### Women's Champions League

#### Qualificazioni
| Arbitro: | Jelena Kumer |

|                                                   |           |  |
| Rosucci 11’ Girelli 21’ Caruso 54’ Bonfantini 61’ | Marcatori |  |

| Arbitro: | María Dolores Martínez Madrona |

|                                     |           |                 |
| Cantore 35’ Zamanian 48’ Caruso 90’ | Marcatori | 52’ Dany Helena |

| Arbitro: | Iuliana Demetrescu |

|            |           |            |
| Pokorny 8’ | Marcatori | 21’ Nildén |

| Arbitro: | Abigail Marriott |

|                               |           |  |
| Gunnarsdóttir 11’ Cantore 77’ | Marcatori |  |

#### Fase a gironi
| Arbitro: | Ainara Acevedo |

|  |           |                          |
|  | Marcatori | 71’ Cernoia 85’ Bonansea |

| Arbitro: | Marta Huerta de Aza |

|                   |           |           |
| Malard 52’ (aut.) | Marcatori | 23’ Horan |

| Arbitro: | Iuliana Demetrescu |

|                 |           |             |
| Beerensteyn 52’ | Marcatori | 61’ Miedema |

| Arbitro: | Ivana Martinčić |

|             |           |  |
| Miedema 16’ | Marcatori |  |

| Arbitro: | Riem Hussein |

|                                                         |           |  |
| Girelli 2’, 45’ (rig.), 57’, 59’ (rig.) Beerensteyn 25’ | Marcatori |  |

| Décines-Charpieu 21 dicembre 2022, ore 21:00 CET 6ª giornata | Olympique Lione | 0 – 0 referto | Juventus | Parc Olympique Lyonnais\| Arbitro: \| Jana Adámková \| |
| Arbitro:                                                     | Jana Adámková   |               |          |                                                        |

### Supercoppa italiana
| Arbitro: | Marotta (Sapri) |

|                                          |                      |                                       |
| Boattin 60’                              | Marcatori            | 19’ Giacinti                          |
| Boattin Sembrant Girelli Cernoia Cantore | Tiri di rigore 3 – 4 | Giugliano Linari Glionna Lázaro Haavi |

## Statistiche
Aggiornate al 27 maggio 2023.

### Statistiche di squadra
| Competizione             | Punti | In casa | In casa | In casa | In casa | In casa | In casa | In trasferta | In trasferta | In trasferta | In trasferta | In trasferta | In trasferta | Totale | Totale | Totale | Totale | Totale | Totale | DR  |
| Competizione             | Punti | G       | V       | N       | P       | Gf      | Gs      | G            | V            | N            | P            | Gf           | Gs           | G      | V      | N      | P      | Gf     | Gs     | DR  |
| ------------------------ | ----- | ------- | ------- | ------- | ------- | ------- | ------- | ------------ | ------------ | ------------ | ------------ | ------------ | ------------ | ------ | ------ | ------ | ------ | ------ | ------ | --- |
| Serie A                  | 54    | 13      | 8       | 4       | 1       | 32      | 15      | 13           | 8            | 2            | 3            | 37           | 20           | 26     | 16     | 6      | 4      | 69     | 35     | +34 |
| Coppa Italia             | -     | 2       | 2       | 0       | 0       | 5       | 1       | 4            | 3            | 1            | 0            | 11           | 3            | 7      | 6      | 1      | 0      | 17     | 4      | +13 |
| Women's Champions League | -     | 6       | 4       | 2       | 0       | 16      | 3       | 4            | 1            | 2            | 1            | 3            | 2            | 10     | 5      | 4      | 1      | 19     | 5      | +14 |
| Supercoppa italiana      | -     | 0       | 0       | 0       | 0       | 0       | 0       | 0            | 0            | 0            | 0            | 0            | 0            | 1      | 0      | 1      | 0      | 1      | 1      | 0   |
| Totale                   | -     | 21      | 14      | 6       | 1       | 53      | 19      | 21           | 12           | 5            | 4            | 51           | 25           | 44     | 27     | 12     | 5      | 106    | 45     | +61 |

### Andamento in campionato
| Giornata  | 1 | 2 | 3 | 4 | 5 | 6 | 7 | 8 | 9 | 10 | 11 | 12 | 13 | 14 | 15 | 16 | 17 | 18 | 19 | 20 | 21 | 22 | 23 | 24 | 25 | 26 | 27 | 28 |
| --------- | - | - | - | - | - | - | - | - | - | -- | -- | -- | -- | -- | -- | -- | -- | -- | -- | -- | -- | -- | -- | -- | -- | -- | -- | -- |
| Luogo     | T | C | C | T | C | T | T | C | T | C  | T  | T  | C  | T  | C  | C  | T  | C  | C  | T  | R  | C  | T  | T  | C  | R  | T  | C  |
| Risultato | V | N | V | N | V | V | P | V | V | N  | V  | V  | N  | V  | V  | P  | V  | V  | V  | V  | -  | V  | P  | N  | N  | -  | P  | V  |
| Posizione | 1 | 4 | 3 | 5 | 4 | 4 | 4 | 3 | 2 | 2  | 2  | 2  | 2  | 2  | 2  | 2  | 2  | 2  | 2  | 2  | 2  | 2  | 2  | 2  | 2  | 2  | 2  | 2  |

Legenda:

Luogo: C = Casa; T = Trasferta. Risultato: V = Vittoria; N = Pareggio; P = Sconfitta.

### Statistiche delle giocatrici
| Giocatore          | Serie A  | Serie A | Serie A     | Serie A    | Coppa Italia | Coppa Italia | Coppa Italia | Coppa Italia | Supercoppa italiana | Supercoppa italiana | Supercoppa italiana | Supercoppa italiana | UEFA Champions League | UEFA Champions League | UEFA Champions League | UEFA Champions League | Totale   | Totale | Totale      | Totale     |
| Giocatore          | Presenze | Reti    | Ammonizioni | Espulsioni | Presenze     | Reti         | Ammonizioni  | Espulsioni   | Presenze            | Reti                | Ammonizioni         | Espulsioni          | Presenze              | Reti                  | Ammonizioni           | Espulsioni            | Presenze | Reti   | Ammonizioni | Espulsioni |
| ------------------ | -------- | ------- | ----------- | ---------- | ------------ | ------------ | ------------ | ------------ | ------------------- | ------------------- | ------------------- | ------------------- | --------------------- | --------------------- | --------------------- | --------------------- | -------- | ------ | ----------- | ---------- |
| R. Aprile          | 6        | -7      | 0           | 0          | 2            | 0            | 0            | 0            | 0                   | 0                   | 0                   | 0                   | 1                     | 0                     | 0                     | 0                     | 9        | -7     | 0           | 0          |
| N. Arcangeli       | 0        | 0       | 0           | 0          | -            | -            | -            | -            | 0                   | 0                   | 0                   | 0                   | 0                     | 0                     | 0                     | 0                     | 0        | 0      | 0           | 0          |
| L. Beerensteyn     | 21       | 11      | 1           | 0          | 7            | 1            | 1            | 0            | 1                   | 0                   | 0                   | 0                   | 9                     | 2                     | 1                     | 0                     | 38       | 14     | 3           | 0          |
| S. Belotto         | -        | -       | -           | -          | -            | -            | -            | -            | -                   | -                   | -                   | -                   | -                     | -                     | -                     | -                     | -        | -      | -           | -          |
| S. Bertucci        | 1        | 0       | 0           | 0          | 2            | 0            | 0            | 0            | -                   | -                   | -                   | -                   | -                     | -                     | -                     | -                     | 3        | 0      | 0           | 0          |
| L. Boattin         | 20       | 2       | 2           | 1          | 5            | 1            | 0            | 0            | 1                   | 1                   | 0                   | 0                   | 10                    | 0                     | 0                     | 0                     | 36       | 4      | 2           | 1          |
| B. Bonansea        | 15       | 8       | 2           | 0          | 4            | 2            | 0            | 0            | 1                   | 0                   | 0                   | 0                   | 8                     | 1                     | 1                     | 0                     | 28       | 11     | 3           | 0          |
| A. Bonfantini      | 13       | 1       | 1           | 0          | 3            | 1            | 0            | 0            | 1                   | 0                   | 0                   | 0                   | 8                     | 1                     | 0                     | 0                     | 25       | 3      | 1           | 0          |
| S. Cantore         | 25       | 7       | 0           | 0          | 4            | 0            | 1            | 0            | 1                   | 0                   | 0                   | 0                   | 9                     | 2                     | 0                     | 0                     | 39       | 9      | 1           | 0          |
| A. Caruso          | 25       | 5       | 1           | 0          | 7            | 1            | 0            | 0            | 1                   | 0                   | 0                   | 0                   | 9                     | 2                     | 0                     | 0                     | 42       | 8      | 1           | 0          |
| V. Cernoia         | 20       | 2       | 2           | 1          | 5            | 1            | 0            | 0            | 1                   | 0                   | 0                   | 0                   | 8                     | 1                     | 0                     | 0                     | 34       | 4      | 2           | 1          |
| E. Duljan          | 16       | 0       | 0           | 0          | 4            | 0            | 0            | 0            | 0                   | 0                   | 0                   | 0                   | 3                     | 0                     | 0                     | 0                     | 23       | 0      | 0           | 0          |
| C. Forcinella      | 1        | -1      | 0           | 0          | 2            | -2           | 0            | 0            | 0                   | 0                   | 0                   | 0                   | 0                     | 0                     | 0                     | 0                     | 3        | -3     | 0           | 0          |
| S. Gama            | 15       | 0       | 2           | 0          | 4            | 0            | 0            | 0            | 0                   | 0                   | 0                   | 0                   | 1                     | 0                     | 0                     | 0                     | 20       | 0      | 2           | 0          |
| C. Girelli         | 23       | 15      | 2           | 0          | 7            | 5            | 0            | 0            | 1                   | 0                   | 0                   | 0                   | 10                    | 5                     | 0                     | 0                     | 41       | 25     | 2           | 0          |
| J. Grosso          | 20       | 3       | 2           | 0          | 5            | 1            | 0            | 0            | 1                   | 0                   | 0                   | 0                   | 9                     | 0                     | 0                     | 0                     | 35       | 4      | 2           | 0          |
| S.B. Gunnarsdóttir | 17       | 2       | 2           | 0          | 4            | 1            | 0            | 0            | 0                   | 0                   | 0                   | 0                   | 6                     | 1                     | 2                     | 0                     | 27       | 4      | 4           | 0          |
| S. Junge Pedersen  | 19       | 2       | 2           | 0          | 3            | 0            | 0            | 0            | 1                   | 0                   | 0                   | 0                   | 10                    | 0                     | 1                     | 0                     | 33       | 2      | 3           | 0          |
| M. Lenzini         | 24       | 1       | 1           | 0          | 5            | 0            | 0            | 0            | 1                   | 0                   | 0                   | 0                   | 10                    | 0                     | 1                     | 0                     | 40       | 1      | 2           | 0          |
| G. Moretti         | -        | -       | -           | -          | 1            | 0            | 0            | 0            | -                   | -                   | -                   | -                   | -                     | -                     | -                     | -                     | 1        | 0      | 0           | 0          |
| J. Mounecif        | -        | -       | -           | -          | 1            | 0            | 0            | 0            | -                   | -                   | -                   | -                   | -                     | -                     | -                     | -                     | 1        | 0      | 0           | 0          |
| A. Nildén          | 15       | 2       | 1           | 0          | 0            | 0            | 0            | 0            | 0                   | 0                   | 0                   | 0                   | 6                     | 1                     | 0                     | 0                     | 21       | 3      | 1           | 0          |
| P. Nyström         | 12       | 3       | 1           | 0          | 4            | 0            | 0            | 0            | -                   | -                   | -                   | -                   | -                     | -                     | -                     | -                     | 16       | 3      | 1           | 0          |
| P. Peyraud-Magnin  | 20       | -27     | 1           | 0          | 3            | -2           | 0            | 0            | 1                   | -1                  | 0                   | 0                   | 9                     | -5                    | 0                     | 0                     | 33       | -35    | 1           | 0          |
| E. Pfattner        | 1        | 0       | 0           | 0          | 4            | 1            | 0            | 0            | 0                   | 0                   | 0                   | 0                   | 0                     | 0                     | 0                     | 0                     | 5        | 1      | 0           | 0          |
| M. Rosucci         | 17       | 0       | 0           | 0          | 4            | 0            | 0            | 0            | 1                   | 0                   | 0                   | 0                   | 6                     | 1                     | 0                     | 0                     | 28       | 1      | 0           | 0          |
| C. Salvai          | 18       | 2       | 1           | 0          | 4            | 0            | 1            | 0            | 1                   | 0                   | 1                   | 0                   | 7                     | 0                     | 0                     | 0                     | 30       | 2      | 3           | 0          |
| E. Schatzer        | 0        | 0       | 0           | 0          | 3            | 0            | 0            | 0            | -                   | -                   | -                   | -                   | -                     | -                     | -                     | -                     | 3        | 0      | 0           | 0          |
| L. Sembrant        | 21       | 2       | 2           | 1          | 7            | 1            | 0            | 0            | 1                   | 0                   | 0                   | 0                   | 8                     | 0                     | 0                     | 0                     | 37       | 3      | 2           | 1          |
| B. Simon           | 2        | 0       | 0           | 0          | 1            | 0            | 0            | 0            | -                   | -                   | -                   | -                   | -                     | -                     | -                     | -                     | 3        | 0      | 0           | 0          |
| M.L. Skovsen       | 5        | 0       | 0           | 0          | 1            | 0            | 0            | 0            | 1                   | 0                   | 0                   | 0                   | 2                     | 0                     | 0                     | 0                     | 9        | 0      | 0           | 0          |
| A. Zamanian        | 10       | 1       | 0           | 0          | 1            | 1            | 0            | 0            | 1                   | 0                   | 0                   | 0                   | 5                     | 1                     | 0                     | 0                     | 17       | 3      | 0           | 0          |

## Giovanili

### Organigramma
Area sportiva
- Head of Women Academy: Carola Coppo
- Technical Coordinator: Stephen Busso
- Individual Development Coach: Marco Borgese

Area tecnica
Settore giovanile
- Under-19
  - Allenatore: Silvia Piccini
  - Allenatore in seconda: Luca Scarcella
  - Preparatore atletico: Andrea Pasquariello
  - Preparatore dei portieri: Alberto Maja
- Under-17
  - Allenatore: Fabio Scrofani
  - Allenatore in seconda: Alessio Vaccariello
  - Preparatore atletico: Edoardo Cardelli
  - Preparatore dei portieri: Alberto Cantaluppi
- Under-15
  - Allenatore: Luca Vood
  - Collaboratore tecnico: Fabrizio Franco
  - Preparatore atletico: Enrico Picco
  - Preparatore dei portieri: Davide Pollone
- Under-14
  - Allenatore: Mirko Lombardo
  - Preparatore atletico: Carlotta Lezoli
  - Preparatore dei portieri: Riccardo Moriondo

Attività di base
- Under-13
  - Allenatore: Alessio Pini e Fabrizio Franco
  - Preparatore dei portieri: Riccardo Moriondo
- Under-12[55]
  - Allenatore: Fabrizio Franco
- Under-11
  - Allenatore: Federico Lombardi e Giacomo Garello
  - Preparatore dei portieri: Graziano Bruno
- Under-10[55]
  - Allenatore: Giacomo Garello
- Under-9
  - Allenatore: Claudia Bazzara
  - Preparatore dei portieri: Graziano Bruno

### Piazzamenti
- Under-19:
  - Campionato: finale[56]
  - Blue Stars/FIFA Youth Cup: fase a gironi[57]
- Under-17:
  - Campionato: final four (in corso)[58]
- Under-15:
  - Campionato: quarti di finale[58]